# 브렌다 프리커
브렌다 프리커(Brenda Fricker, 1945년 2월 17일 ~ )는 아일랜드의 배우이다.

## 출연 작품
- 타임 투 킬 - 에델 역
- 나 홀로 집에2 - 비둘기 아줌마 역